# 紀元前249年
紀元前249年（きげんぜん249ねん）は、ローマ暦の年である。
当時は、「プブリウス・クラウディウス・プルケルとルキウス・ユニウス・プッルスが共和政ローマ執政官に就任した年」として知られていた（もしくは、それほど使われてはいないが、ローマ建国紀元505年）。紀年法として西暦（キリスト紀元）がヨーロッパで広く普及した中世時代初期以降、この年は紀元前249年と表記されるのが一般的となった。

## 他の紀年法
- 干支 : 壬子
- 日本
  - 皇紀412年
  - 孝霊天皇42年
- 中国
  - 秦 - 荘襄王元年
  - 楚 - 考烈王14年
  - 斉 - 斉王建16年
  - 燕 - 燕王喜6年
  - 趙 - 孝成王17年
  - 魏 - 安釐王28年
  - 韓 - 桓恵王24年
- 朝鮮 :
- ベトナム :
- 仏滅紀元 : 298年
- ユダヤ暦 :

## できごと

### 共和政ローマ
- ローマがドラパナの戦いに参戦し、執政官プブリウス・クラウディウス・プルケルとルキウス・ユニウス・プッルスに率いられたローマ軍は、トラーパニの湾で、アドヘルバルの率いるカルタゴ軍を攻撃した。ローマ軍は戦いに敗れ、123隻のうち93隻の船を失った。
- ドレパナ沖の海戦に敗れた後、プブリウス・クラウディウス・プルケルは12万頭のロバを罰金として課せられ、ルキウス・ユニウス・プッルスは自殺した。その後、アウルス・アティリウス・カラティヌスが独裁官に選ばれ、兵を率いてシチリアを攻め、イタリア外にローマ軍を率いた初めての独裁官となった。リルバイウム（マルサーラ）のローマ兵は解放され、ドラパナ近郊のエリュクスは占領された。(ドレパナの戦い)

### 中国
- 呂不韋が秦の相国となった。
- 東周の昭文君が諸侯と図って秦を攻撃しようとしたが、秦の荘襄王は呂不韋に命じてこれを討ち滅ぼさせた。昭文君は陽人聚に移されて、周の祭祀を継承した。
- 秦の荘襄王は河南と洛陽の10万戸をもって呂不韋を文信侯に封じた。
- 秦の蒙驁が韓を攻撃し、成皋と滎陽を奪い、初めて三川郡を置いた。

## 死去
- 頃公 - 魯の君主